# Eva Zeisel
Éva Striker Zeisel, née le 13 novembre 1906 à Budapest et morte le 30 décembre 2011 à New York, est une designeuse industrielle d'origine hongroise, une des plus influentes du XXe siècle. Son style est épuré et simple, avec des formes élégantes, tout en courbes. Ses formes sont souvent des abstractions du monde naturel et des relations humaines. Elle est connue pour son travail de la céramique, mais elle explore également d'autres matériaux comme le verre, le bois, le métal, la laine et les textiles.
Les œuvres de toute sa carrière figurent dans d’importantes collections muséales à travers le monde.

## Biographie

### Jeunesse et famille
Éva Amália Striker est née le 13 novembre 1906 à Budapest, en Hongrie, dans une famille juive riche et très instruite. Elle est une des trois enfants de Sándor Stricker (ou Striker), un industriel du textile et de Laura Polanyi Stricker, historienne et la première femme à obtenir un doctorat de l'Université de Budapest. Karl Polanyi, sociologue et économiste, et Michael Polanyi, chimiste physique et philosophe des sciences sont ses oncles. Elle côtoie les plus éminentes personnalités d'Europe centrale, parmi lesquelles Arthur Koestler, Leo Szilard, Victor Weisskopf, Georg Lukács, Alfred Adler, Seidler Irma (hu) et Anna Lesznai,.

### Éducation
Lorsqu'Eva Zeisel s'intéresse à la peinture, sa mère lui trouve d'éminents professeurs, issus de l'organisation d'avant-garde Nyolcak avant même son entrée à la Magyar Képzőművészeti Akadémia (Académie royale hongroise des beaux-arts) de Budapest à l'âge de 17 ans. Mais elle se tourne rapidement vers la céramique et devient apprentie auprès de Jakob Karapancsik, le dernier maître potier du système de guilde médiéval. C'est auprès de lui qu'elle apprend la céramique. Elle est la première femme à obtenir le titre de compagnonne dans la guilde hongroise des ramoneurs, des fabricants de fours, des couvreurs, des puisatiers et des potiers. 

### Début de carrière
Après avoir obtenu son diplôme, elle travaille comme designeuse à l'usine Kispester Granit à Budapest. Elle y apprend la production en masse qui passe par la réalisation de moules à partir desquels des centaines d'exemplaires d'un même objet sont fabriqués ,,.
En 1928, Éva Zeisel devient designeuse pour la Schramberger Majolikafabrik en Allemagne, où elle travaille pendant environ deux ans à la création de nombreux modèles dans un style post-cubiste et géométrique qui vont influencer la céramique allemande et autrichienne. Elle utilise avec talent le dessin avec un compas qu'elle vient d'apprendre. Elle commence également à photographier ses propres œuvres, en jouant de l'éclairage et du point de vue pour mettre en valeur les qualités sculpturales de son travail et, notamment les rythmes visuels créés par le regroupement des pièces,.
En 1930, Éva Zeisel s'installe à Berlin et travaille comme designeuse pour Christian Carstens (de), un conglomérat qui exploite de nombreuses usines de céramique en Allemagne. À Berlin, au contact des nombreux émigrés, elle s'informe des dernières évolutions de l'art et de la culture russes. C'est aussi durant cette période qu'elle rencontre ses deux futurs maris, le physicien Alexandre Weissberg (en) et le sociologue Hans Zeisel (en),.

### L'Union soviétique
En 1932, Éva Zeisel s'installe en Union soviétique, pour découvrir par elle même les mouvements artistiques et sociaux qui secouent le pays et peut-être échapper à la dépression économique qui frappe l'Allemagne. Elle collabore à la modernisation de l'industrie céramique, ce qui l'amène à voyager à travers le pays. Elle travaille ensuite dans l'usine Lomonossov de Leningrad (l'ancienne Manufacture impériale de porcelaine). Habituée à travailler la faïence, elle doit désormais concevoir des objets en porcelaine, un matériau plus complexe. Elle y crée notamment le service à thé Intourist avec des formes simples, courtes, cylindriques et circulaires choisies pour leur adaptation à une production économique et leur respect des normes de réalisme soviétique tout en présentant un caractère esthétique. Le décor peint de ce service, nommé « Leningrad, 1935 » conçu par l'artiste Varvara Petrovna Freze (1883 - 1970), représente les monuments anciens et nouveaux de la ville. Entretemps Éva Zeisel épouse Alexandre Weissberg et ils se séparent quelques années plus tard,,.
Le projet d'industrialisation du pays permet à Éva Zeisel d'aborder des problèmes plus complexes, tels que les lampes électriques. Son design appelle les simples lampes de bureau ou de chevet à abat-jour sphériques produites dans l'atelier de métallurgie du Bauhaus. Ces lampes sont particulièrement fonctionnelles, elles peuvent être utilisées de diverses façons, aussi bien pour éclairer une pièce que pour une utilisation personnelle ponctuelle, elles peuvent être déplacées et réorientées. Elle travaille ensuite dans un atelier à Dulevo, une ville industrielle située à une centaine de kilomètres de Moscou. Elle y conçoit quatre nouveaux services à thé et à café, des carafes à eau, des services à liqueur et de la vaisselle spéciale pour les jardins d'enfants et les restaurants. 
En août 1935, Éva Zeisel est nommée directrice artistique nationale des industries de la porcelaine et du verre à Moscou. Sa carrière administrative est cependant de courte durée. Le 26 mai 1936, elle est arrêtée, accusée à tort d'avoir participé à un complot d'assassinat contre Joseph Staline. Elle est emprisonnée dans une prison du Commissariat du peuple aux Affaires intérieures pendant 16 mois, dont 12 à l'isolement. Elle est soumise à la torture, au lavage de cerveau et à la menace constante d'une exécution imminente. Son ami Arthur Koestler basera son livre Le Zéro et l'Infini, sur ses expériences,. En septembre 1937, elle est inexplicablement libérée (ou peut-être grâce aux interventions sans relâche de sa mère et d'Alexandre Weissberg) et se rend à Vienne, en Autriche. où elle retrouve Hans Zeisel. Quelques mois après son arrivée à Vienne, les nazis envahissent le pays et Éva Zeisel réussit à prendre le dernier train pour quitter le pays. Elle épouse Hans Zeisel (en) en Angleterre, en juillet 1938, et ils partent ensemble pour les États-Unis où ils s'installent définitivement ,. 

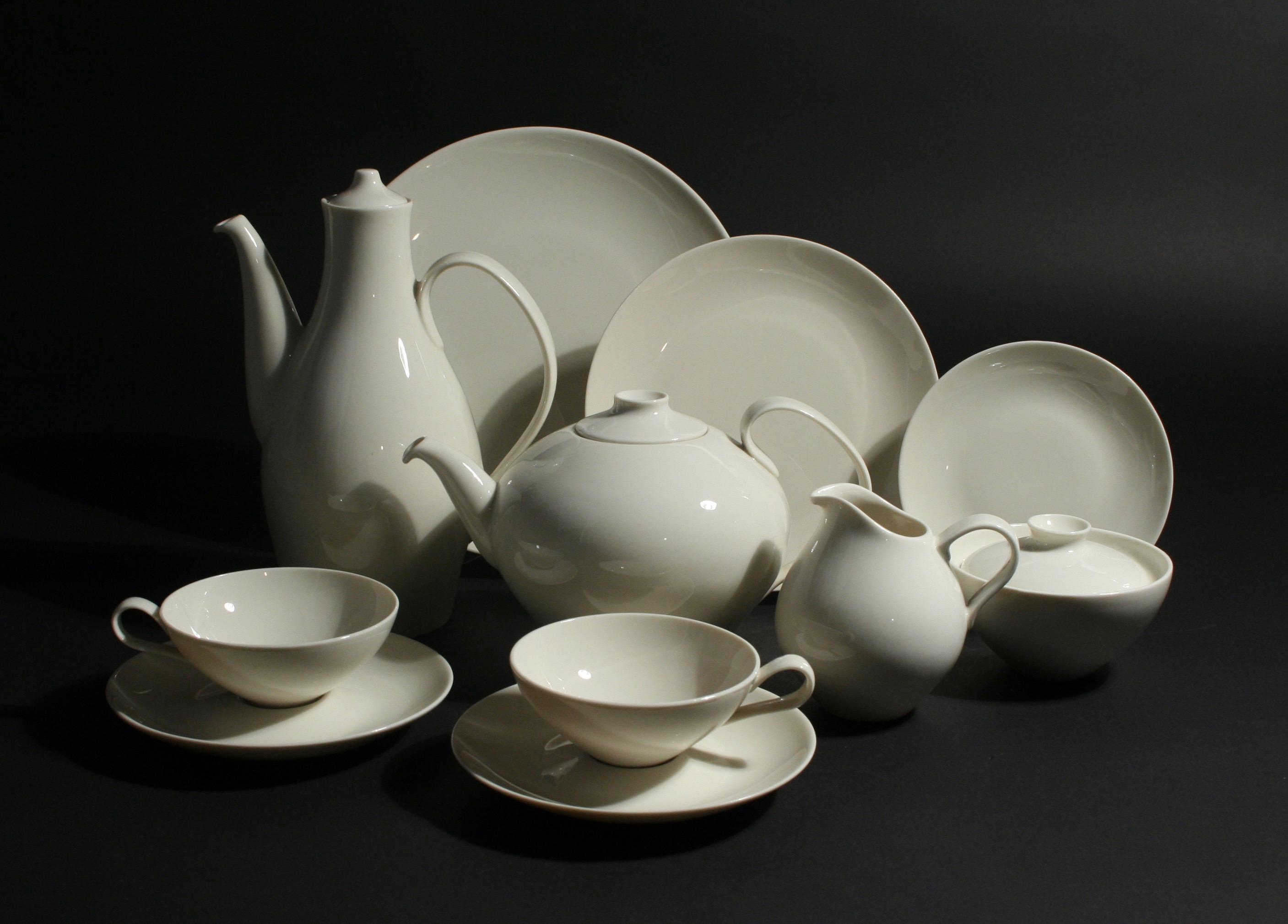
Série de vaisselle « Museum » de Zeisel Castleton commandée par le MoMA en 1942.

### Carrière aux États-Unis, 1937-1960
Lorsque Éva Zeisel arrive aux États-Unis, elle doit se refaire une réputation de créatrice. Elle enseigne le design industriel des arts céramiques au Pratt Institute de New York de 1939 à 1952. 
En 1942, Éva Zeisel reçoit une commande du Museum of Modern Art et de Castleton China pour la création d'une ligne de vaisselle en porcelaine. Ses prototypes sont présentés dans l'exposition « New Shapes in Modern China Designed by Éva Zeisel » (Nouvelles formes dans la porcelaine moderne conçues par Éva Zeisel), du 17 avril au 9 juin 1946. Il s'agit du premier service de table en porcelaine aux « formes modernes » jamais produit aux États-Unis,.
C'est la première exposition personnelle d'une femme au MOMA. Elle est accueillie avec de nombreux éloges mais, en raison des contraintes liées à la guerre, la vaisselle en porcelaine n'est mise en production qu'en 1949. Les plats d'Éva Zeisel, connus sous le nom de « Museum » et « Castleton White », sont fabriqués et vendus au cours des décennies suivantes, initialement entièrement blancs comme conçus par Éva Zeisel, puis avec une grande variété de décorations. Éva Zeisel attribue à cette commande le mérite d'avoir établi sa réputation aux États-Unis, en faisant remarquer que « cela a fait de moi une créatrice de premier ordre reconnue plutôt qu'une créatrice ordinaire ».
Red Wing Potteries (en) lui commande alors une collection de vaisselle. Ce sera Town and Country, en faïence abordable accessible aux clients d'après-guerre avec un design, coloré et jeune. 
Éva et Hans Zeisel ont deux enfants, une fille, Jean Richards, née en 1940 et un fils, John Zeisel, né en 1944. 
Vers 1949-1950, Éva Zeisel est chargée par la Hall China Company (en) de créer sa ligne la plus populaire : « Hallcraft, Tomorrow's Classic ». Lancé en 1952, Tomorrow’s Classic, devient un des modèles les plus populaires du XXe siècle, grâce à son design peu conventionnel et son prix abordable,.
En 1955 et 1956, Éva Zeisel crée encore pour Hall China les lignes Kitchenware et Hallcraft Century. Avec ce dernier, Éva Zeisel amène encore plus loin les formes courbes et conçoit l'ensemble comme un groupe sculptural : empilées, les pièces de service créent un profil spectaculaire, semblable à une fleur. Ces formes délicates s'avèrent toutefois difficiles à emballer et à expédier et ne connaissent pas le même succès financier que Tomorrow’s Classic.
À la fin des années 1950, Éva Zeisel travaille pour plusieurs entreprises internationales, dont Rosenthal AG en Allemagne et Mancioli Pottery en Italie.

### L'écriture
Dans les années 1960-1970, la céramique d'Éva Zeisel rencontre moins de succès, concurrencée d'un côté par des articles bon marché et d'un autre par des pièces artisanales tournées à la main.
Elle ferme son atelier, rejoint le mouvement pacifiste et commence à écrire, principalement sur le racisme, mais aussi sur son emprisonnement sous Staline.

### 1980: Retour à la céramique
Éva Zeisel reprend la céramique dans les années 1980. Pour la première fois depuis cinquante ans, elle retourne en Hongrie, invitée par Zsolnay, pour qui elle conçoit une série de vases et de pichets aux formes douces décorés d'émaux.
Par la suite, elle élargit sa gamme de produits et de matériaux. Elle conçoit de la verrerie, des céramiques, des meubles et des lampes pour The Orange Chicken, des porcelaines, du cristal et des impressions en édition limitée pour James Klein et David Reid, des verres et articles cadeaux pour Nambé, d'une bouilloire Éva Kettle pour Chantal, d'un tapis fait à la main pour The Rug Company. En 2008, une ligne One-O-One, combinant les lignes Classic-Century, Tomorrow’s Classic, et Century est produite par Crate & Barrel (en) avec Royal Stafford (en).
Les accusations portées contre Éva Zeisel durant les purges staliniennes ne sont levées qu'en 1990 et elle est alors réhabilitée. Entre-temps, ses créations sont réattribuées à d'autres personnes et son nom disparaît des catalogues d'exposition. En 2000, des investisseurs américains découvrent son travail dans l'usine de porcelaine Lomonossov et initient une collaboration. Éva Zeisel peut alors retourner à Saint-Pétersbourg pour visiter à la fois l'usine et la prison où elle avait croupi pendant seize mois. 
Un nouveau service Lomonosov d'une grande finesse, due à l'inclusion d'une argile russe dans la formule, qui confère à la porcelaine une teinte chaude, est conçu en 2000,.
Éva Zeisel lance deux modèles en 2010 : la chaise longue Éva Zeisel et les salières et poivrières Éva Zeisel. Le Lounge Chair et les shakers S&P sont présentés dans le magazine O (en) . Ses nouvelles créations pour une ligne de lampes en verre (suspensions, appliques et lampes de table) sont introduites en 2012 par Leucos USA.
En 2017, Spinneybeck/FilzFelt lance une collection de carreaux muraux acoustiques en feutre basés sur les modèles de carreaux et de séparateurs d'espace d'Eva Zeisel. Ils sont disponibles en 63 couleurs et tailles personnalisées.
Des reproductions de modèles antérieurs sont vendues au MoMa, au Brooklyn Museum et à la Neue Galerie, ainsi que dans d'autres boutiques de souvenirs de musées.
Éva Zeisel meurt le 30 décembre 2011 à New City, New York, à l'âge de 105 ans.

## Style
Les créations d'Éva Zeisel sont faites pour être utilisées et touchées. Elle rejette les formes géométrique et privilégie les formes fluides souvent inspirées des courbes du corps humain. « Je ne crée pas de choses angulaires. Je suis une personne plus circulaire, c'est plus mon caractère... même l'air entre mes mains est rond » .
Plutôt que de rechercher la nouveauté à tout prix, Éva Zeisel souhaite créer « des choses qui rendent nos vies agréables, confortables et élégantes ». Elle soutient que la forme, la ligne et le profil des objets utilitaires sont tous capables de communiquer et de susciter des émotions chez le spectateur. « L'inspiration du designer réside dans sa générosité. Son métier, comme celui d'un musicien, doit être un acte d'amour, de communication du plaisir. ». 
Parmi ses formes les plus collectionnées figurent les plats excentriques et biomorphiques Town and Country, produits par Red Wing Pottery (en), en 1947. Cet ensemble comprend les salières et poivrières emblématiques « mère et enfant ».

## Musées et expositions
Créatrice parmi les plus importantes et les plus prolifiques de son époque, les services de table, vases et autres créations d'Éva Zeisel comptent parmi les références du design américain et font partie des collections des plus grands musées du monde entier : Metropolitan Museum, Brooklyn Museum, New-York Historical Society, Cooper-Hewitt Design Museum, Museum of Modern Art, British Museum, Victoria and Albert Museum, Bröhan Museum, ainsi que des musées de Dallas, Chicago, Atlanta et Milwaukee et d'autres aux États-Unis et à l'étranger,,.
Dans les années 1980, une exposition rétrospective de 50 ans de son œuvre, Éva Zeisel: Designer for Industry organisée par le Musée des arts décoratifs de Montréal et la Smithsonian Institution voyage à travers les États-Unis, l’Europe et la Russie,. 
En 1999, des moules originaux des collections de vaisselle Town and Country et Hallcraft sont redécouverts et certaines pièces reproduites. Les moules et les créations pour Hall China sont montrés dans l'exposition Lost Molds and Found Dinnerware: Rediscovering Éva Zeisel’s Hallcraft au Schein-Joseph International Museum of Ceramic Art d'Alfred, à New York.
En 2004, une importante exposition rétrospective « Éva Zeisel: The Playful Search for Beauty» est organisée par le Knoxville Museum of Art, et voyage ensuite au Milwaukee Art Museum, au High Museum of Art, à Atlanta, et au Hillwood Museum & Gardens, à Washington, DC.
De 2005 à 2007, le Erie Art Museum (en) organise l'exposition de longue durée, « Éva Zeisel: The Shape of Life ».
Le 10 décembre 2006, à l'occasion du centenaire d'Eva Zeisel, le Musée international Mingei (en) de Balboa Park San Diego, présente une importante exposition rétrospective, Éva Zeisel : Extraordinary Designer at 100. La même année, la Pratt Institute Gallery organise également une exposition célébrant son centenaire.

## Distinctions
En 2005, Éva Zeisel reçoit les deux plus hautes distinctions civiles du gouvernement hongrois, ainsi que le prix Pratt Legends et des prix de l' Industrial Designers Society of America (en) et de l'Albert University (en) . Elle est membre honoraire de la Royal Society of Industrial Designers et reçoit des diplômes honorifiques de Parsons (New School), de la Rhode Island School of Design, du Royal College of Art et de l'Université hongroise des arts.
- 1982 : Prix du National Endowments for the Arts (1982)
- 2005 : Prix Lifetime Achievement du Cooper-Hewett National Design Museum[15].

## Publications
- (en) Eva Zeisel on Design : The Magic Language of Things, Abrams Press, 2011 (ISBN 978-1590206898)
- (en) Jean Richards (éd.) et Brent C. Colin (éd.), Eva Zeisel: A Soviet Prison Memoir, 2019, 130 p. (ISBN 978-1733646727)

## Filmographie
- Throwing Curves: Eva Zeisel (en), 2002 (film documentaire), Canobie Films, Réalisateur : Jyll Johnstone. Dans ce documentaire, leurs enfants John Zeisel et Jean Richard commentent la relation tumultueuse de leurs parents dans les années 1940 et 1950. Leur relation n'est harmonieuse que dans les dernières années, juste avant la mort de Hans en 1992. Dans le film, John affirme que Hans et Éva avaient tous deux des personnalités dominantes, et que cela conduisait souvent à « une collision de champs de force »[6],[16].